# 唐璘
唐璘，字伯玉。福建古田人。
嘉定十年(1217年)，中进士，授吴县县尉。辟为淮东运司催辖纲运官。曾任监察御史、广西通判、太常少卿。因病去世。